# Cow Cow Davenport
Charles Edward "Cow Cow" Davenport (Anniston, Alabama; 23 de abril de 1894-Cleveland o Chicago, 2/3 de diciembre de 1956) fue un pianista, organista, cantante y compositor estadounidense. Se inició como pianista y organista en la iglesia de su padre, cuya vocación religiosa en un principio pareció seguir, pero tras ser expulsado del Seminario Teológico de Alabama en 1911 por haber tocado ragtime durante un oficio, inició su carrera de músico y comediante en bares y prostíbulos del sur del país. En los años veinte se instala en Chicago (Illinois, Estados Unidos), en donde se convirtió en uno de los precursores del boogie-woogie, así como en uno de los pianistas más influyentes de la ciudad. 
Entre sus numerosas grabaciones destaca "Cow Cow Blues" (1928). En la década de los treinta volvió a las actuaciones itinerantes, pero en 1938 sufrió un ataque de apoplejía que forzó una disminución de su actividad musical. La instauración de la moda del boogie-woogie a finales de los años treinta y comienzos de los cuarenta motivó el interés del gran público por su obra, pero su precaria salud interrumpió todos sus intentos de relanzamiento. Falleció el 3 de diciembre de 1956 en Chicago (según otras fuentes en Cleveland, Ohio, Estados Unidos, un día antes).